# Carmella DeCesare
Carmella Danielle DeCesare, nota semplicemente come Carmella (Avon Lake, 1º luglio 1982), è una modella ed ex wrestler statunitense di origini italiane, nota per i suoi trascorsi nella World Wrestling Entertainment tra il 2004 e il 2005.

## Carriera nel wrestling

### World Wrestling Entertainment (2004–2005)
Nell'estate del 2004 partecipò alla prima edizione del Diva Search, classificandosi al secondo posto alle spalle di Christy Hemme. Nonostante non riuscì a vincere il concorso, venne comunque messa sotto contratto dalla WWE, facendo diverse apparizioni a Raw come intervistatrice.
Il 19 ottobre 2004, al pay-per-view Taboo Tuesday, combatté il suo primo ed unico match in carriera, perdendo contro Christy Hemme in una Lingerie Pillow Fight. Nel gennaio del 2005 venne licenziata dopo aver aggirato un'ordinanza restrittiva.

## Altre attività
Carmella DeCesare apparì nel calendario sexy Playmates at Play at the Playboy Mansion del 2005 come ragazza del mese di marzo. Questo calendario era parte della serie Playmates at Play e le foto vennero realizzate nella Playboy Mansion nel 2004. Fu il primo tentativo da parte degli editori di Playboy di realizzare un calendario in costume da bagno e non nude, sulla falsariga dei calendari di Sports Illustrated.
Partecipò inoltre a diversi spettacoli radio-televisivi statunitensi come l'Howard Stern Show.
Carmella DeCesare attualmente lavora come inviata per Monday Night Live, uno show televisivo in onda su Comcast Sportsnet nell'area di Filadelfia.

## Vita privata
Dal giugno del 2004 è in una relazione con Jeff Garcia, ex giocatore di football americano, con cui si è sposata nell'aprile del 2007.
Nell'agosto del 2004 fu coinvolta in una rissa in un bar che la vide opposta a Kristen Hine, ex fidanzata di Jeff Garcia; nel corso del processo risolutore, svoltosi nel gennaio del 2005, Carmella si dichiarò non colpevole, ma venne condannata a ventiquattro ore di servizi sociali per aver aggirato un'ordinanza restrittiva.